# Pterygotrigla soela
Pterygotrigla soela és una espècie de peix d'aigua salada pertanyent a la família dels tríglids.
Fa 11 cm de llargària màxima i té 27 vèrtebres. És un peix marí, bentopelàgic i de clima tropical que viu entre 250-348 m de fondària. que es troba al Pacífic sud-occidental prop d'Austràlia.
És inofensiu per als humans.